# St. Barbara (Mellen)

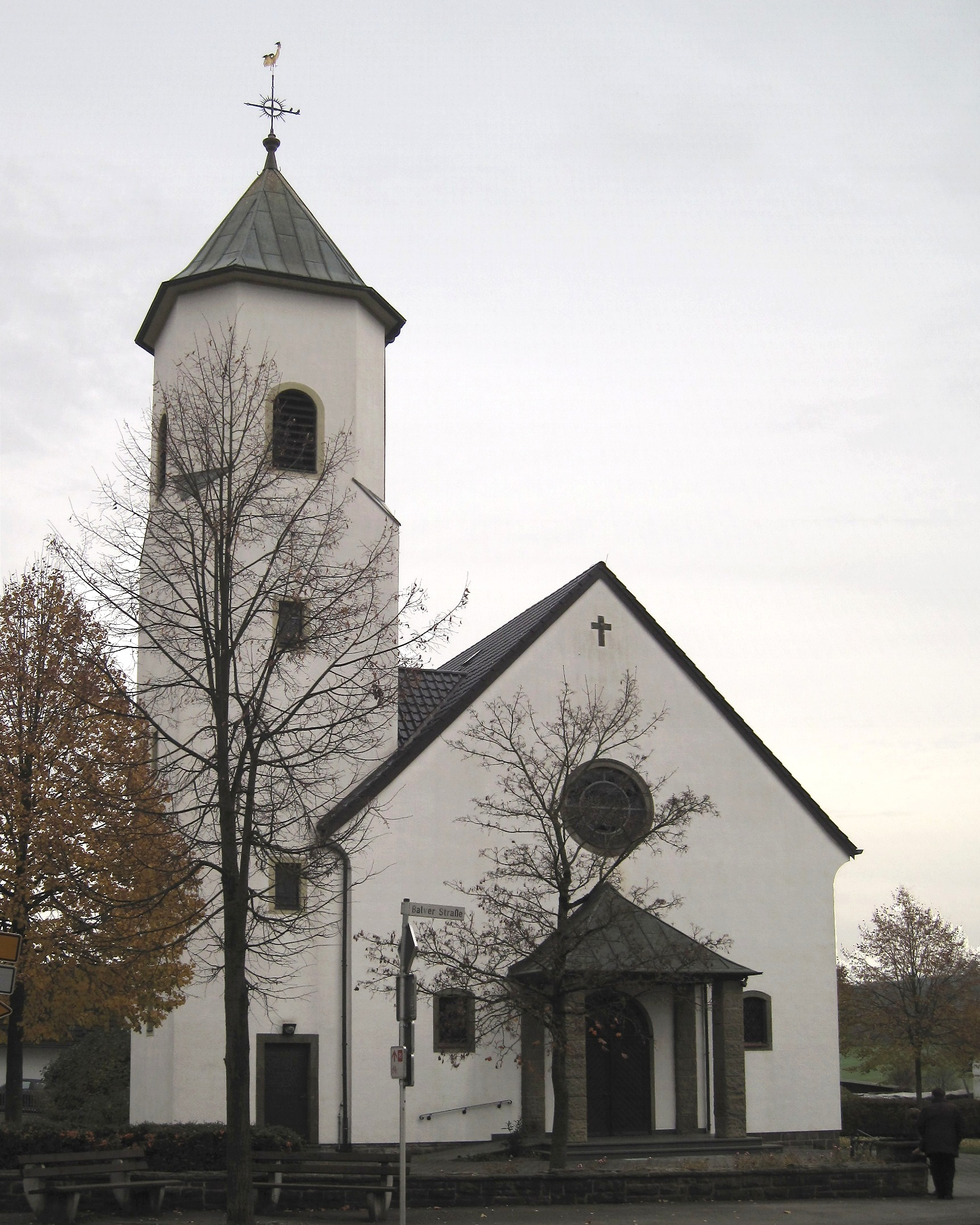
Katholische Kirche St. Barbara

Die katholische Kirche St. Barbara ist ein ortsbildprägendes Kirchengebäude in Mellen, einem Ortsteil von Balve im Märkischen Kreis (Nordrhein-Westfalen).

## Geschichte und Architektur

### Vorgängerkapelle
In der Mitte des Ortes, dort wo das Pfarrheim gebaut wurde, stand schon früher eine Kapelle, die der hl. Barbara geweiht war. Sie wurde in der Zeit des Truchsesschen Krieges und auch im Dreißigjährigen Krieg von schwedischen und dänischen Söldnern geplündert und auch teilweise zerstört. Der Paderborner Weihbischof Bernhard Frick konsekrierte die Kapelle am 4. Juli 1647 neu. Zur Erinnerung daran fand am 4. Juli jährlich der sogenannte Dedikationsstag statt. Der Altar wurde 1740 erneuert und die Kapelle wurde 1774 neu gebaut. Ein neuer Altar wurde 1911 eingebaut und 1926 wurden eine Kanzel und eine Orgelbühne eingebaut. 1942 und 1948 wurden umfangreiche Renovierungen vorgenommen. Durch die Zunahme der katholischen Gemeindemitglieder, wurde nach dem Zweiten Weltkrieg ein Neubau notwendig. Die Kapelle wurde noch kurzzeitig als Jugendheim genutzt, dann abgebrochen und an ihrer Stelle wurde ein Pfarrheim errichtet.

### Neue Kirche
Nach Plänen des Architekten Freckmann aus Arnsberg wurde das neue Gebäude 1957 fertiggestellt, der Grundstein wurde 1954 gelegt. Der Domkapitular Hennecke weihte die Kirche am 17. Juni 1956. Umfangreiche Renovierungen und Anpassungen an die Liturgiereform des II. Vatikanischen Konzils wurden 1973, von 1978 bis 1979 und 1981 vorgenommen. Eine weitere umfangreiche Renovierung erfolgte 2002 unter Leitung des Architekturbüros Simon aus Menden. Weihbischof Paul Consbruch weihte am 20. Oktober 2002 den Altar.
Die Schauseite des Gebäudes ist auf die zentrale Straßenkreuzung in der Nähe bezogen. Sie wird von dem Giebel des Kirchenschiffes, dem flankierenden Turm und einem auf Pfeilern ruhenden Vordach bestimmt.
Im Innenraum unterteilen Gurtbögen das Tonnengewölbe in fünf Joche. Sie ruhen auf Wandpfeilern mit schlichten Kapitellen. Die Bögen sind untereinander mit Blendbögen verbunden. Die Orgelempore steht auf zwei Rundstützen im rückseitigen Joch. Der schmale, erhöhte Chorraum besteht aus dem Chorjoch und einer polygonalen Apsis. Die Fenster im Kirchenschiff wurden 1955 in der Werkstatt von Otto Peters hergestellt.

### Turm
Der Turm steht auf einem quadratischen Grundriss und geht im Glockengeschoss in ein Achteck über. Dort ist er durch rundbogige Schallfenster gegliedert und mit einem Zeltdach bekrönt. Die anderen Wandseiten zeigen halbrunde Fenster in verputzten Flächen.

## Ausstattung
- Die Glocken aus Stahl wurden 1965 im Turm aufgehängt, sie tragen die Namen Maria, Hubert und Barbara und erklingen in e', fis' und a'.
- Der Altar und die Bänke wurden von der alten Kapelle übernommen. Das neubarocke Retabel wurde 1910 von Peter Schneider aus Eslohe geschaffen.